# 格拉纳达 (尼加拉瓜)
格拉纳达位于尼加拉瓜西南部尼加拉瓜湖畔，是尼加拉瓜第四大城市，也是格拉纳达省的首府，歷史上一直是尼加拉瓜的經濟、文化重鎮。
格拉納達是西班牙人在尼加拉瓜建立的第一座城市，最初在1524年，由弗朗西斯科·埃爾南德斯·德·科爾多瓦所建立，並以其家鄉格拉纳达命名，格拉納達是中美洲最古老的殖民地城市之一；與其他聲稱有相同區別的城市不同，格拉納達不僅是征服的定居點，而且是亞拉岡王朝官方記錄中登記的城市。
這座城市自古以來就是尼加拉瓜的商業重鎮，也是橫跨太平洋和加勒比海的交通樞紐，但也因為這個原因，建城以來不斷的受到各種武力的入侵。尼加拉瓜獨立後，格拉納達主要為保守黨人士的根據地，與自由黨的雷昂時因爭取作為首都而爭執，在19世紀中葉，達成了一個折衷方案，並最終在兩個城市之間的馬納瓜建立了首都。現今格拉納達以保存著眾多的殖民時代建築為特色。

## 图册

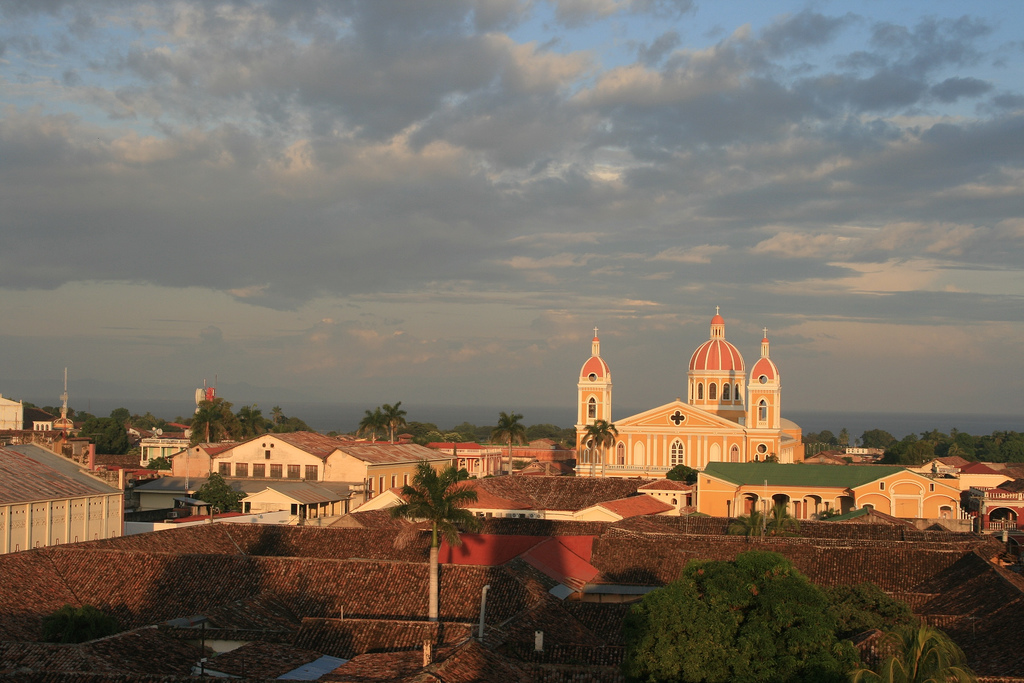
城市景觀
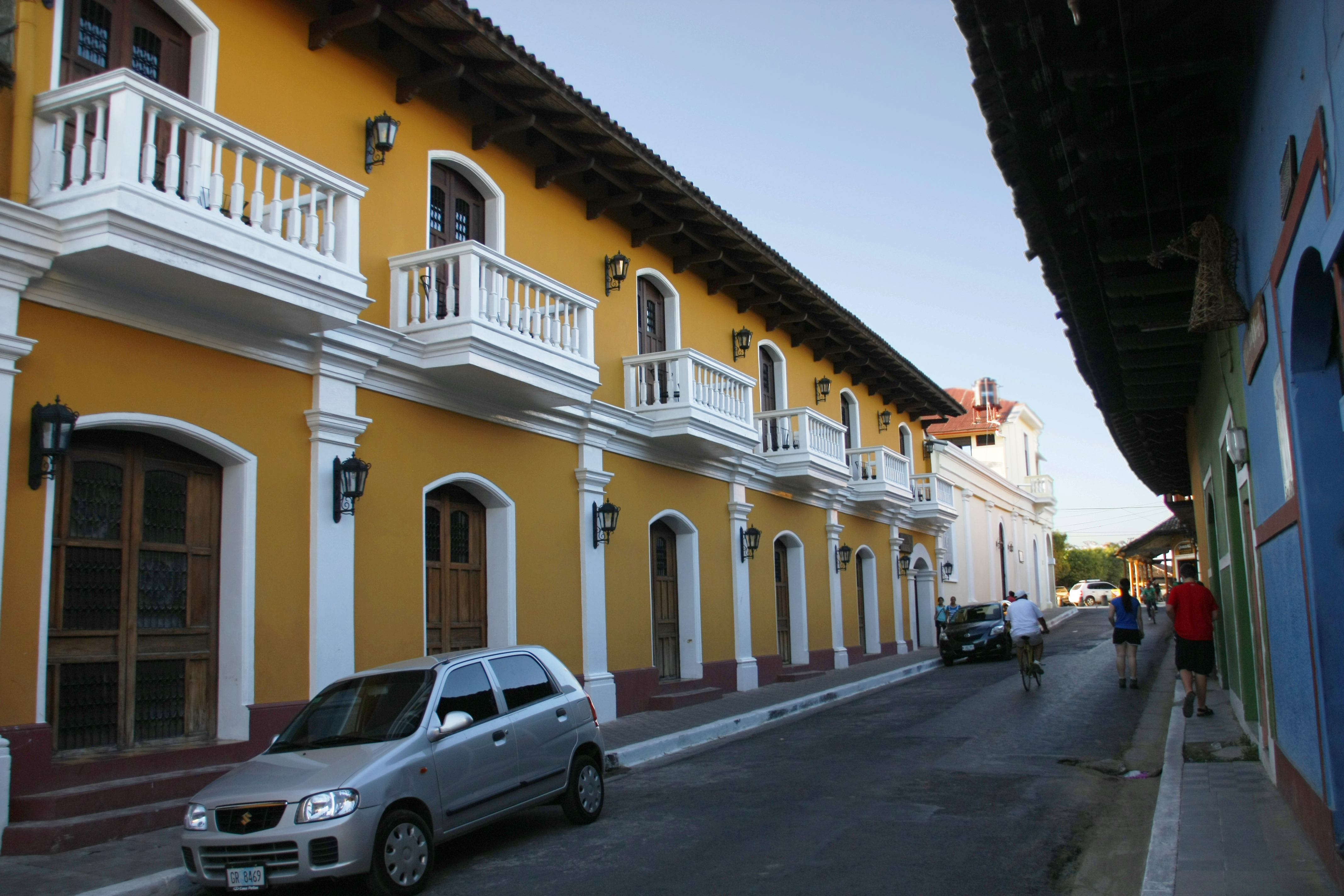
街道
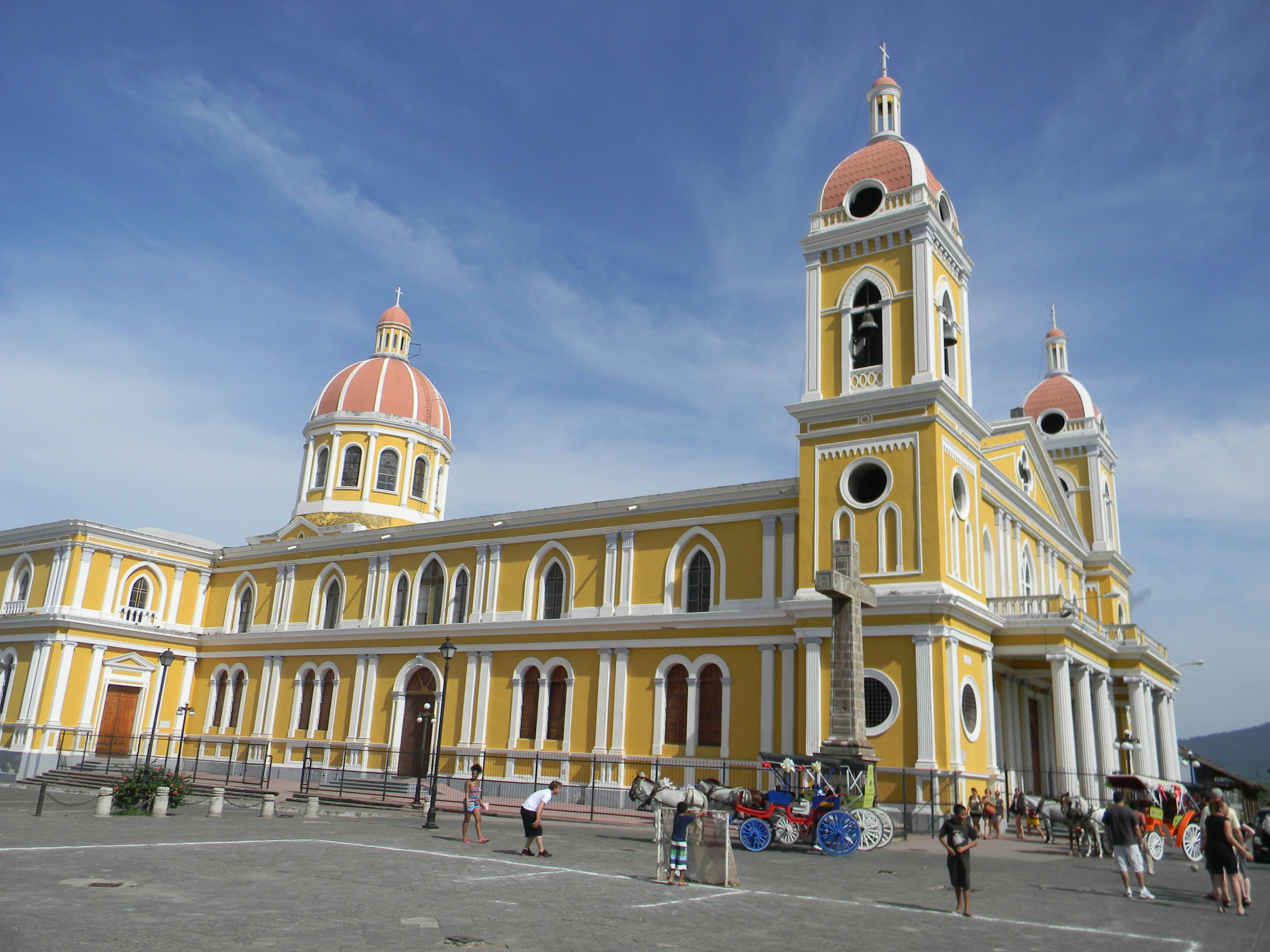
聖母升天主教座堂